# Carlos Amarilla
Carlos Arecio Amarilla Demarqui est un arbitre de football paraguayen né le 26 octobre 1970.

## Carrière d'arbitre
Carlos Amarilla est un arbitre international depuis 1997. Il a dirigé son premier match international à l'occasion d'une rencontre opposant l'Uruguay à l'Équateur.
Il a officié en tant qu'arbitre pendant les tournois suivants :
- Coupe du monde de football 2006
- Phase qualificative de la coupe du monde de football 2006 et 2010
- Coupe des confédérations 2003 et 2005
- Copa América 2004 et 2007

Il fait partie de la liste des 38 arbitres pré-sélectionnés pour participer à la coupe du monde de football 2010.